# Androsace
Androsace es un género de plantas  perteneciente a la familia de las Primuláceas. Comprende 348 especies descritas y de estas, solo 169 aceptadas.

## Descripción
Son hierbas anuales, bienales o perennes, formando densas matas o no, por lo general glandulares, rara vez con pelos estrellados ( Androsace septentrionalis ). Hojas simples, por lo general en rosetas basales, pero a veces caulinas ( Androsace lanuginosa).  Flores bracteadas, dispuestas en umbelas o solitarias. Cáliz hemisférico  más o menos acampanado, 2/3 a la ½ con hendidura en lóbulos agudos o más o menos obtusos. Corola en tubo del tamaño del cáliz, urceolado. Cápsula ovoide a globosa, dehiscente longitudinalmente por los dientes apicales. Semillas angulares, marrón. Testa vesiculosa o reticulado-vesiculosa.

## Distribución
Es ampliamente cultivado por los horticultores por sus cubiertas densas de flores de color blanco o rosa. Es un género predominantemente  Ártico-alpino con muchas especies en las montañas de Asia Central, el Cáucaso y el sur de Europa central y en los sistemas de montaña, en particular en los Alpes y los Pirineos.
Recientes estudios moleculares muestran que los géneros Douglasia (que se encuentra en el noroeste de América del Norte y oriental de Siberia) y Vitaliana (endémica de Europa) están estrechamente relacionadas con Androsace.

## Taxonomía
El género fue descrito por Carlos Linneo y publicado en Species Plantarum 1: 141. 1753. La especie tipo es:  Androsace maxima L.
Etimología
Androsace: nombre genérico que deriva de las palabras griegas:  andros = "hombre, varón," y sakos = "escudo" 

## Especies seleccionadas
- Androsace aizoon
- Androsace albana
- Androsace alpina
- Androsace carnea
- Androsace chamaejasme
- Androsace ciliata DC.
- Androsace elatior
- Androsace elongata
- Androsace erecta
- Androsace filiformis
- Androsace helvetica
- Androsace lactea
- Androsace maxima - Cantarillo[8]
- Androsace minor
- Androsace occidentalis
- Androsace paxiana
- Androsace rioxana
- Androsace septentrionalis
- Androsace tapete
- Androsace villosa
- Androsace vitaliana